# Emil Schüler
Emil Schüler (* 29. November 1811 in Rinteln; † 26. September 1881) war ein deutscher Reichsgerichtsrat.

## Leben
Nach dem Besuch des Gymnasiums in seiner Heimatstadt studierte Schüler nach seinem Abitur 1827 Rechtswissenschaft. Nach dem ersten Staatsexamen 1831 wurde er Referendar am Obergericht Rinteln. 1836 wurde er Amtsassessor. An das Obergericht Hanau kam er 1839 als Assessor. 1842 erfolgte die Ernennung zum Prokurator am Obergericht Hanau. 1851 wurde nach Kassel versetzt. 1862 wurde er zum Generalstaatsprokurator am Oberappellationsgericht Kassel befördert. Von 1862 bis Juli 1863 war er Landtagskommissar. 1869 kam er als Oberstaatsanwalt an das Obertribunal in Berlin. 1879 wurde er an das neugegründete Reichsgericht berufen. Er war im III. Strafsenat tätig. Er verstarb im Amt.